# 滿德站
滿德站（韓語：만덕역）是朝鮮民主主義人民共和國咸鏡南道虛川郡滿德勞動者區的一個鐵路車站，属于滿德線。

## 邻近车站
滿德線
釜洞站 - 滿德站